# Mi persona preferida (canción)
«Mi persona preferida» es una canción grabada por el cantante mexicano El Bebeto, fue lanzada el 19 de octubre de 2018 y se trata del tercer sencillo de su sexto álbum de estudio homónimo. El sencillo alcanzó el lugar número 5 en el México Popular Airplay del Billboard.

## Video musical
El video musical de «Mi persona preferida» fue lanzado el 18 de octubre de 2018, fue producido por Latín Power Music y dirigido por José Serrano Montoya y cuenta con casi 50 millones de reproducciones en Youtube.

## Listas

### Semanales
| País           | Lista                                   | Mejor posición |
| -------------- | --------------------------------------- | -------------- |
| México         | México Popular Airplay (Billboard)      | 3              |
| México         | México Airplay (Billboard)              | 10             |
| Estados Unidos | US Regional Mexican Airplay (Billboard) | 17             |
| Estados Unidos | US Airplay Latino (Billboard)           | 43             |